# هبران (القفر)

تعديل مصدري - تعديل

هبران هي إحدى قرى عزلة بني سيف العالي بمديرية القفر التابعة لمحافظة إب، بلغ تعداد سكانها 218 نسمة حسب تعداد اليمن لعام 2004.